# Kultpyramide

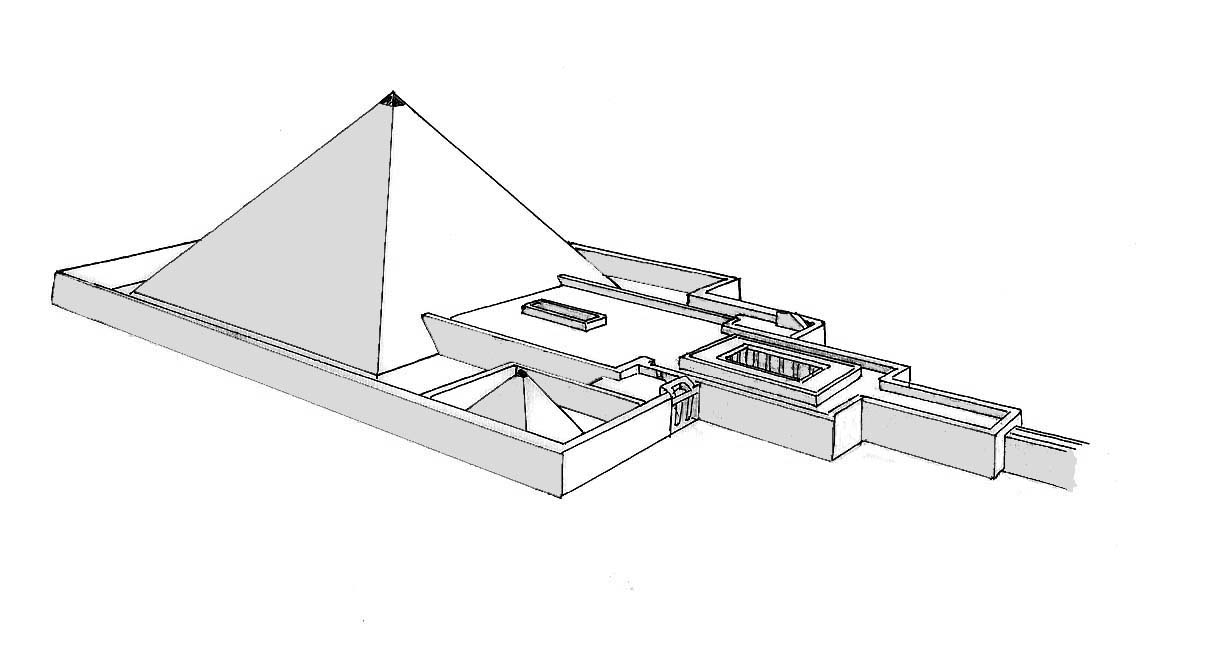
Rekonstruktion des Komplexes der Sahure-Pyramide mit Kultpyramide

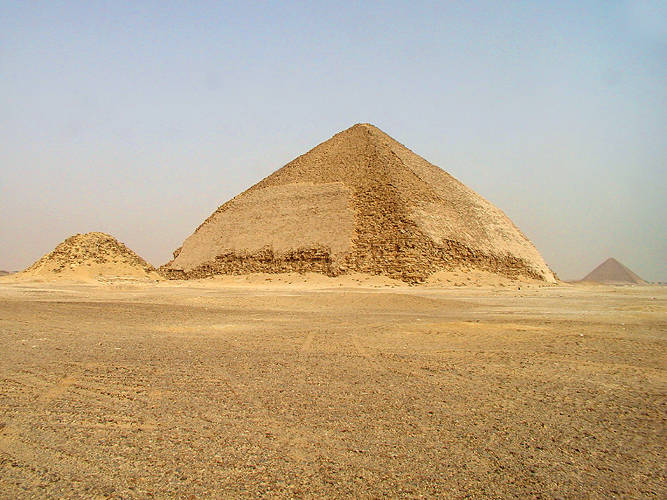
Die Knickpyramide und ihre Kultpyramide

Eine Kultpyramide ist eine kultischen Zwecken dienende Nebenpyramide – ein Zweitgrab (Kenotaph), das sich im direkten Umfeld einer altägyptischen Hauptpyramide befindet. Die Kultpyramide befindet sich innerhalb der Einfriedung der Hauptpyramide.
Der Begriff wird in der Ägyptologie von einzelstehenden Kenotaph-Pyramiden abgegrenzt, die zwar auch als Scheingrab dienen, aber nicht eine Funktion in direkten Zusammenhang mit dem Herrschergrab haben (Meidum-Pyramide, Knickpyramide, Ahmose-Pyramide).

## Funktion
Der genaue Zweck ist noch nicht abschließend geklärt. Innerhalb der Ägyptologie vertreten Forscher mehrere Theorien:
- Begräbnisstätte für das Ka des Bestatteten (Ka-Pyramide),
- Begräbnisstätte für die Eingeweide (Kanopen),
- Repräsentationsstätte des Königs als Herrscher von Oberägypten,
- symbolische Funktion beim Sedfest (Hawass),
- Funktion im Sonnenkult.

Dabei ist die Interpretation als Ka-Grab die am häufigsten genannte Theorie.
Die Kultpyramide ersetzte vermutlich das Südgrab, das bei frühen Stufenpyramiden ab der Djoser-Pyramide ähnlichen Zwecken diente. Mit dem Erscheinen der Kultpyramide wurden keine Südgräber mehr angelegt. Nachdem die Kultpyramide im Laufe der 12. Dynastie verschwand, erschienen wieder südgrabartige Kammern in den Pyramidenkomplexen.

## Geschichte
Die erste Kultpyramide fand sich in der 4. Dynastie bei der Meidum-Pyramide, ist jedoch heute weitgehend zerstört. Die älteste erhaltene und auch größte als solche geplante Kultpyramide ist die der Knickpyramide. Die Kultpyramide der Mykerinos-Pyramide wurde vermutlich im Laufe des Baus des Pyramidenkomplexes zu einer Königinnenpyramide umgebaut.
Während die ersten Kultpyramiden im Neigungswinkel den Hauptpyramiden ähnelten, beginnt in der 5. Dynastie ein Trend zu deutlich steileren Neigungswinkeln. Ab der 6. Dynastie haben auch teilweise die Königinnenpyramiden kleine Kultpyramiden. Die letzte bekannte Verwendung einer Kultpyramide findet sich in der 12. Dynastie im Komplex der Sesostris-III.-Pyramide.
Die Kultpyramide war – mit wenigen Ausnahmen – im Allgemeinen an der Südwest-Ecke der Hauptpyramide platziert und befand sich innerhalb ihrer Umfassung. Meist bestand sie aus den gleichen Materialien wie die Hauptpyramide und besaß einen absteigenden Gang mit einer T-förmigen Hauptkammer. Die geringe Größe der Hauptkammer schließt die Verwendung für eine reguläre Bestattung aus. Die Substruktur der Kultpyramide der Knickpyramide bildet eine Ausnahme, da ihr innerer Aufbau komplizierter ist und sie eine aufsteigende Galerie aufweist und die Kammer sich im Pyramidenkorpus befindet. Aber auch hier ist die Kammer zu klein für eine Bestattung.

## Erhaltungsgrad

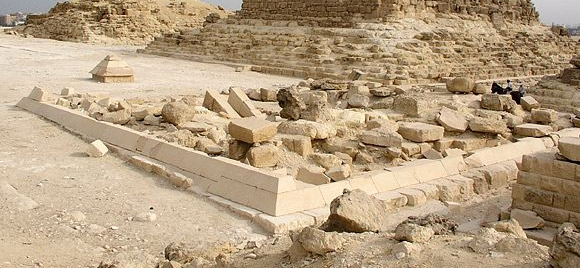
Überreste der Kultpyramide der Cheops-Pyramide

Aufgrund ihrer geringen Größe sind die Kultpyramiden dem Steinraub deutlich stärker ausgeliefert gewesen als die größeren Hauptpyramiden. Infolgedessen sind von den meisten Kultpyramiden nur noch die Grundmauern und der Unterbau erhalten. Lediglich die Kultpyramide der Knickpyramide sowie die ursprünglich als Kultpyramide gebaute G-IIIa-Pyramide (Königinnenpyramide) im Mykerinos-Komplex von Gizeh sind noch so weit erhalten, dass die Pyramidenform heute noch ersichtlich ist.

## Liste der Pyramiden mit Kultpyramide
Derzeit sind 24 Kultpyramiden bekannt. Zusätzlich wird die Nebenpyramide G-IIIa der Mykerinos-Pyramide als ehemalige Kultpyramide betrachtet. Königinnenpyramiden mit eigener Kultpyramide sind innerhalb des zugehörigen Komplexes eingerückt.
| 4. Dynastie - Meidum-Pyramide - Knickpyramide - Cheops-Pyramide - Radjedef-Pyramide - Chephren-Pyramide - (Mykerinos-Pyramide) | 5. Dynastie - Userkaf-Pyramide - Sahure-Pyramide - Chentkaus-II.-Pyramide - Niuserre-Pyramide - Lepsius-XXIV-Pyramide - Djedkare-Pyramide - Königinnenpyramide - Unas-Pyramide | 6. Dynastie - Teti-Pyramide - Pepi-I.-Pyramide - Inenek-Pyramide - Anchenespepi-III.-Pyramide - Behenu-Pyramide - Merenre-Pyramide - Pepi-II.-Pyramide - Neith-Pyramide - Iput-II.-Pyramide - Wedjebten-Pyramide | 12. Dynastie - Sesostris-I.-Pyramide - Sesostris-III.-Pyramide |